# Sirska katolička Crkva
Sirska katolička Crkva jedna je od Istočnih katoličkih Crkava  u jedinstvu sa Svetom Stolicom u Rimu. U petnaest eparhija ima danas oko 160 tisuća vjernika.
Temelj bogoslužja Sirske katoličke Crkve je liturgija svetog Jakova, koju su smatra najstarijim oblikom bogoslužja koji su koristile kršćanske zajednice u Jeruzalemu, Damasku i Antiohiji još u apostoliskom dobu: naziv duguje apostolu sv. Jakovu, prvom biskupu Jeruzalema. Često se ta bogoslužna tradicija naziva i Antiohijski obred, jer je patrijaršijsko sjedište kršćana u tom dijelu svijeta nosilo naziv Antiohijska patrijaršija (makar je sjedište uglavnom bilo u Damasku, najvažnijem gradu Sirije i sjedištu - uz sam Jeruzalem - najstarije kršćanske zajednice). Službeni naslov patrijarha je: patrijarh Antiohijski i svega Istoka Sirijskog. Bogoslužni jezik je sirski (asirski), koji je još uvijek živi jezik u nekolicini mjesta na istoku Sirije i sjevera Iraka. Većina pripadnika te Crkve kao jezik u svakodnevnom životu danas ipak koristi arapski.
Službeno središte Sirske katoličke Crkve je gradu Antakya u Turskoj, ali patrijarsi ondje ne stoluju već stoljećima, nego su djelovali iz više gradova u Siriji i Libanonu. Danas patrijarh stoluje u Beirutu. Običaj je da svaki patrijarh prilikom preuzimanja službe doda svojem imenu "Ignacije", u čast sv. Ignaciju Antiohijskom (učenik sv. Ivana apostola, 3. biskup Antihoije, mučenički pogubljen bacanjem lavovima u areni u Rimu), zaštitniku kršćana na Bliskom istoku. U Siriji nema toliko sirskih kršćana koliko u Libanonu i na sjeveru Iraka.

## Povijest
Nakon što su sirski kršćani - budući su bili pod vlašću Bizanta, arapskih i turskih vladara koji su zabranjivali kontakte s Rimom - bili stoljećima izvan unije i zapravo bez pravog kontakta s Rimom, sredinom 17. stoljeća su poduzeti odlučni koraci radi uspostave crkvenog jedinstva. Svi sirski kršćani međutim nisu bili skloni uniji s Rimom, te su 1667. godine sukobljene grupe izabrale dva sukobljena patrijarha: od tada je tada vjerska i etnička zajednica podijeljena na Sirsku katoličku Crkvu i (mnogobrojniju) Sirsku pravoslavnu Crkvu. Turske vlasti, koje su stoljećima držale vlast na čitavom području na kojem su obitavali sirski katolici, bile su nesklone povezivanju sa Zapadom, te su pristale službeno priznati tu vjersku zajednicu tek 1829. godine.

## Suvremeno stanje i progoni
Najznačajniji grad naseljen sirskim katolicima je Bakhdida (Baghdeda, Qaraqosh, Karakosh ili Al-Hamdaniya) u blizini Mosula na sjeveru Iraka; gdje od oko 35.000 stanovnika ima 96% sirskih katolika (preostali stanovnici su sirski pravoslavni kršćani). U kolovozu 2014. godine je ekstremna islamistička parovojska ISIS-a zauzela grad, te je cjelokupno stanovništvo - te oko 15.000 kršćana koji su zadnjih mjeseci onamo bili sklonili pred ISIS-om iz okolnog podrućja - izbjeglo na područja sjevernog iraka koja su ostala pod vojnom kontrolom snaga Kurdske autonomije na sjeveru Iraka.
Zadnjih godina su sirski kršćani u Iraku i Siriji izloženi ekstremno teškim okolnostima, koje prijete samom njihovom opstanku u to dijelu svijeta. Simbol njihovog stradanja je napad sunitskih ekstremista na sirsko katoličku katedralu Naše Gospe od Spasa u Bagdadu 31. listopada 2010. godine, gdje su napadači zauzeli crkvu s oko 100 vjernika koji su sudjelovali u bogoslužju: od toga je pobijeno čak njih 58, uključujući svećenika koji je vodio misu, te drugoga koji je ispovijedao vjernike.

## Poveznice
- Istočne katoličke Crkve

## Vanjske poveznice
- Popis svih 15 dijeceza Sirske katoličke Crkve
- Kijevska arheparhija Samostam Mar Musa al-Habashi u Siriji  Arhivirana inačica izvorne stranice od 26. kolovoza 2014. (Wayback Machine)